# Coleophora stefanii
Coleophora stefanii é uma espécie de mariposa do gênero Coleophora pertencente à família Coleophoridae.